# تون شیپ
تون شیپ (به انگلیسی: Tune ship) یک کشتی است که طول آن ۲۲ متر (۷۲ فوت) می‌باشد.